# Chants d'Auvergne
Chants d’Auvergne est une œuvre du compositeur Joseph Canteloube écrite entre 1923 et 1930 et publiée entre 1924 et 1955. Elle est constituée de cinq recueils de chants traditionnels collectés en Auvergne, qui ont été harmonisés et orchestrés.
Le compositeur a écrit sa partition pour voix et orchestre symphonique. Il n'a pas voulu suivre à la lettre la musique d'origine ou faire de l'« authentique » et son travail ne présente pas d'aspect folklorisant. Canteloube a simplement voulu donner une interprétation personnelle de ces mélodies d'origine populaire, un peu à la manière d'un Béla Bartók français ou d'un peintre face à un paysage.

## Historique
Canteloube avait commencé dans les années 1900 à rassembler les airs traditionnels de l'Auvergne et du Quercy, puis avait réalisé une harmonisation personnelle de certains d'entre eux. Canteloube permit ainsi de conserver ce patrimoine artistique qui aurait pu disparaître lors des deux guerres mondiales à cause de l'exode rural et de l'évolution des modes de vie. Ces chants très connus ont acquis une stature internationale et sont régulièrement interprétés par les grands chanteurs classiques actuels.
Les paroles des chants sont en langue d'oc (auvergnat et aurillacois), et couvrent une période de trois cents ans.
Il continua sa collecte sur l'ensemble de la France pour publier plusieurs recueils de chants des diverses provinces, transcrits sans harmonisation (Anthologie des Chants Populaires Français, 4 vol., 1951). Depuis lors, ces quatre recueils constituent une référence dans lesquels de nombreux musiciens traditionnels viennent puiser.

## Baïlèro
Le plus connu des Chants d'Auvergne est Baïlèro.
Dans sa biographie de Joseph Canteloube, Jean-Bernard Cahours d'Aspry raconte les circonstances dans lesquelles l'auteur avait recueilli, à la tombée du jour, l'air qui deviendra le thème de ce Baïlèro : « C'était un soir de 1903, à la nuit tombante, dans la montagne qui domine Vic-sur-Cère, dans le Cantal. Il contemplait le majestueux paysage qui s'offrait à ses yeux, quand tout à coup s'éleva le chant d'une bergère qui lançait ses phrases à toute volée. Se gardant bien de se montrer, il commença à noter la mélodie, lorsque de très loin, comme portée par la brise qui se lève le soir sur la montagne, il perçut à peine perceptible, la voix lointaine d'un autre berger qui répétait le thème, à six kilomètres de là. »
Baïlèro a été également chorégraphié, sous le titre The Wish (Palais Garnier, par le Ballet Royal du Danemark et l'Orchestre de l'Opéra national de Paris, dir. Graham Bond, janvier 1999). Les interprètes de ce pas de deux avaient alors choisi de s'exprimer entre l'ombre et la lumière, comme pour traduire une hésitation du couple, entre attirance et éloignement.
La notoriété du chant dépasse les frontières européennes dans la mesure où il a été utilisé, en 1972, comme accompagnement sonore de la performance Hōsōtan, pièce majeure de Tatsumi Hijikata, fondateur de la danse contemporaine japonaise d'avant-garde, le butō[réf. souhaitée].

## Enregistrements
Le premier enregistrement des Chants d'Auvergne a été effectué avec la soprano Madeleine Grey. Tels que Canteloube les a présentés, ces chants font partie du répertoire classique et ont été enregistrés par de nombreux autres chanteurs dont le baryton Gérard Souzay en 1966, Victoria de Los Angeles en 1973, Frederica von Stade en 1982 (Vol. 1) et 1985 (Vol. 2), etc.
Il existe une interprétation CD des chants répertoriés par Canteloube, sous la forme d'un enregistrement intitulé Auvergne Chants (Enregistrements Decca) réalisé en 2000 par le groupe de musiques médiévales Elysium.

### Liste d'interprètes ayant enregistré le recueil
- Madeleine Grey
- Victoria de Los Angeles
- Dawn Upshaw
- Kiri Te Kanawa
- Frederica von Stade avec l'Orchestre philharmonique royal dirigé par Antonio de Almeida. Réf Sony 1CD
- Gérard Souzay
- Karina Gauvin
- Arleen Auger
- Véronique Gens avec l'orchestre de Lille
- Marvis Martin avec l'orchestre d'Auvergne
- Netania Davrath
- Maria Bayo avec l'orchestre de Tenerife dirigé par Victor Pablo Perez
- The King's Singers
- Sonia Malkine
- Magdalena Kožená avec Simon Rattle et le Berliner Philharmoniker, dans le DVD  Goodbye, Sir Simon!
- Bernard Boucheix ( Baryton Auvergnat)

## Recueil des chants
Exemple de paroles :
Malheureux qui a une femme, malheureux qui n'en a pas !
Qui n'en a pas en veut une, qui en a une n'en veut pas !
Tradèra, ladèri derèro, ladèra, ladèri dèra !
Heureuse la femme qui a l'homme qu'il lui faut !
Mais encore plus heureuse celle qui n'en a pas !
Tradèra, ladèri derèro, ladèra, ladèri dèra !

### Volume I
- La Pastoura als Camps (La bergère aux champs)
- Baïlèro (Chant de bergers de Haute-Auvergne)
- Trois Bourrées : L'aïo dè rotso (L'eau de source), Ound' onorèn gorda ? (Où irons-nous garder ?) et Obal, din lou Limouzi (Là-bas dans le Limousin)

### Volume II
- Pastourelle
- L'Antouèno (L'Antoine)
- La Pastrouletta è lou chibalié (La bergère et le cavalier)
- La Delaïssado (La Délaissée)
- Deux Bourrées : N'aï pas iéu de Mîo (Je n'ai pas d'amie) et Lo Calhé (La caille)

### Volume III
- Lo Fiolairé (La fileuse)
- Passo pel prat (Viens par le pré)
- Lou Boussu (Le Bossu)
- Brezairola (Berceuse)
- Malurous qu'o uno fenno (Malheureux qui a une femme)

### Volume IV
- Jou L'pount D'o Mirabel (Au pont de Mirabel)
- Oi Ayai
- Pour l'enfant
- Chut, chut
- Pastorale
- Lou coucut (Le coucou)

### Volume V
- Obal, din lo coumbelo (Au loin, là-bas dans la vallée)
- Quan z'eyro petitoune (Lorsque j'étais petite)
- Là-haut, sur le Rocher
- He ! Beyla-z-y dau fè ! (Hé ! Donne-lui du foin !)
- Postouro, se tu m'aymo (Bergère si tu m'aimes)
- Te, l'co, tè ! (Va, l'chien, Va !)
- Uno jionto postouro (Une jolie bergère)
- Lou diziou bé (On disait bien)

## Discographie
- Songs of the Auvergne - Chants d'Auvergne. Enregistrements de Frederica von Stade avec l'Orchestre philharmonique royal dirigé par Antonio de Almeida. Réf Sony 1CD.
- Chants d'Auvergne. Enregistrements de Véronique Gens avec l'Orchestre National de Lille dirigé par Jean-Claude Casadessus. Réf Naxos 8.557491 1CD.
- Canteloube - Chants d'Auvergne. Enregistrements d'Arleen Auger avec l'English Chamber Orchestra dirigé par Yan Pascal Tortelier. Réf Virgin Classics Ultra Violet 7243 561120 25 1CD.
- Chants d'Auvergne. Enregistrements de Marvis Martin avec l'Orchestre d'Auvergne dirigé par Jean-Jacques Kantorow. Réf Denon CO-75862 1992  8.557491 1CD.
- Songs of the Auvergne. Enregistrements de Netania Davrath avec orchestre dirigé par Pierre de la Roche.

## Dans la culture
Dans La Pluie, avant qu'elle tombe, l'écrivain britannique Jonathan Coe se réfère à cette œuvre qui accompagne le suicide de la narratrice,.